# Подводные лодки типа «Досан Ан Чханхо»
Подводные лодки типа «Досан Ан Чханхо» (Dosan Ahn Changho, также DSME-3000 и KSS-III) — подводные лодки ВМС Южной Кореи, разработанные по программе Korean Attack Submarine, согласно которой флот получит 27 ударных подводных лодок в период с 1994 по 2029 год. Головная лодка Dosan Anh Changho спущена на воду в 2018 году, начала ходовые испытания в 2019 году и вступила в строй 13 августа 2021 года.

## Разработка
Новые лодки будут вооружёны подводной версией корейской системы вертикального запуска ёмкостью до десяти крылатых ракет «Чонрён» и баллистических ракет «Хёнму». Это первая подводная лодка в южнокорейском флоте, обладающая такими возможностями. По сравнению с предшественниками лодка имеет множество других усовершенствований по южнокорейским технологиям, включая литий-ионные батареи Samsung SDI . Подводное водоизмещение лодок составляет более 3800 т, это самые большие лодки, когда-либо построенные в Южной Корее. По данным Управления оборонных закупок, водоизмещение партии II увеличится до 4250 т.

### KSS-III Партия II
25 апреля 2016 г. сразу после запуска Северной Кореей БРПЛ прошли слушания в Конгрессе Южной Кореи, на которых были подняты вопросы о возможностях подводных лодок ВМФ РК по противодействию этой угрозе. В ответ на вопросы, принимает ли  ВМФ РК меры для противодействия угрозе БРПЛ, министерство подтвердило, что KSS-III Batch-II перед постройкой пройдут процесс модернизации, которая  обеспечит лодкам серии II лучшие возможности как для нападения на стратегические наземные объекты, так и для ведения борьбы с подводными лодками. В конце июня 2017 года Группа по проектированию подводных лодок нового поколения (Next Generation Submarine Project Team) провела совещание по результатам функциональной проверки подводной лодки KSS-III Batch-II, которое привело к пересмотру конструкции лодки.
Ожидаемые изменения Batch-II по сравнению с Batch-I:
- Удлиненный на 6 м корпус;
- Увеличение ячеек УВП с 6 до 10;
- Локализованная боевая информационная система и средства обнаружения;
- Литий-ионные аккумуляторы и, возможно, двигатель с высокотемпературным сверхпроводником (ВТСП) для интегрированной полностью электрической силовой установки.

### Установка вертикального пуска
Подводные лодки типа «Досан Ан Чханхо» являются единственными корейскими подводными лодками с установками вертикального пуска (УВП). Диаметр ячейки УВП примерно вдвое больше диаметра торпедного аппарата. Исходя из видимых размеров, предполагается, что в ячейке УВП будут размещаться от двух до четырех крылатых ракет типа Haesong-3 диаметром 533 мм или одна баллистическая ракета типа Hyunmoo-2 диаметром около 900 мм.

## Строительство
Головная лодка Dosan Anh Changho была спущена на воду в 2018 году, начала ходовые испытания в 2019 году и вступила в строй в 13 августа 2021 года. На верфи в Кодже компании Daewoo близится к завершению строительство второй единицы.

## Состав серии
| Название              | Номер  | Верфь                    | Заложен    | Спущен     | В строю    | Статус      |
| --------------------- | ------ | ------------------------ | ---------- | ---------- | ---------- | ----------- |
| ROKS «Досан Ан Чанхо» | SS-083 | DSME                     | 17.05.2016 | 14.09.2018 | 13.08.2021 | В строю     |
| ROKS «Ан Му»          | SS-085 | DSME                     | 17.04.2018 | 10.11.2020 |            | В достройке |
| ROKS «Шин Чаехо»      | SS-086 | Hyundai Heavy Industries | 11.04.2019 | 28.09.2021 |            | В достройке |
| ROKS «Ли Бонг Чанг»   | SS-087 | DSME                     |            |            |            |             |